# Verbotene Leidenschaft
Verbotene Leidenschaft (Originaltitel: 赤い殺意, Akai Satsui, dt. „Rote Tötungsabsicht“) ist ein japanischer Film von Shōhei Imamura aus dem Jahr 1964. Der Film basiert auf einer Kurzgeschichte von Shinji Fujiwara.

## Handlung
In Sendai wird die plumbe Hausfrau Sadako Takahashi, die mit ihrem Ehemann Koichi eine langweilige Ehe führt von dem Einbrecher Hiraoka vergewaltigt. Danach will Sadako zunächst Suizid begehen, kommt aber von ihrem Plan ab. Sie zieht es vor, erstmal zu essen. Als der Vergewaltiger das Haus noch einmal heimsucht, entwickelt sich zwischen den beiden eine Beziehung. Sadako wird schwanger und Hiraoka schlägt ihr vor, mit ihm nach Tokio zu gehen und ein neues Leben zu beginnen.

## Kritik
„Der melodramatisch akzentuierte Film ist einer der Klassiker der neuen Welle des japanischen Kinos der 60er Jahre und in seiner Radikalität eine erschütternde Reflexion über die Grenzen von Hingabe, Sexualität und Tod. In der drastisch gekürzten deutschen Verleihfassung ist nur noch ein wirrer Torso übriggeblieben, der mit den aus ihrem Zusammenhang gerissenen Sexszenen spekuliert.“